# M. Siks Blaasveld VC
M. Siks Blaasveld VC  - żeński klub piłki siatkowej z Belgii. Swoją siedzibę ma w Tisselt. Został założony w 1967.